# Orchestre de Pau Pays de Béarn
 (février 2011).
Si vous disposez d'ouvrages ou d'articles de référence ou si vous connaissez des sites web de qualité traitant du thème abordé ici, merci de compléter l'article en donnant les références utiles à sa vérifiabilité et en les liant à la section « Notes et références ».
L'Orchestre de Pau Pays de Béarn (OPPB) est un orchestre symphonique français, créé à Pau et dirigé par Fayçal Karoui.

## Historique
L’Orchestre de Pau Pays de Béarn (OPPB) est un orchestre symphonique français dirigé par Fayçal Karoui. Créé en 2002 à l'initiative de la Ville de Pau qui affiche alors des ambitions nouvelles pour la Culture sur le territoire du Béarn, l'OPPB est créé en nommant à sa tête un jeune et très remarqué chef d'orchestre sur le plan national. Fayçal Karoui, lauréat d'un concours international de jeunes chefs d'orchestre, est à l'époque chef assistant de l'Orchestre National du Capitole de Toulouse, auprès de l'illustre Michel Plasson. Sollicité par de nombreuses formations qui voient en lui un futur grand talent, c'est avec la Ville de Pau que Fayçal Karoui s'engagera pour créer, développer et porter un projet culturel et artistique ambitieux, donnant à la musique classique sa place légitime dans le sud Aquitain. Conscient des perspectives immenses qui s'ouvrent sur ce territoire, il s'adjoint très rapidement de Frédéric Morando, violoniste à L'Orchestre National du Capitole, féru de Culture et enseignant de formation. Dès lors, L'Orchestre de Pau Pays de Béarn développe une exigence et un projet à la hauteur des grandes formations symphoniques, au travers d'une programmation où se côtoient grands solistes nationaux, internationaux, jeunes talents émergents sur les scènes mondiales pour un public familier de l'univers classique, et une ouverture totale pour les publics éloignés de la musique symphonique. Fayçal Karoui et Frédéric Morando prouvent que l'émotion musicale est à la portée de tous. « Amener la musique partout où elle peut être écoutée », est une volonté permanente de la phalange paloise. Si l'objectif est de proposer à Pau l'excellence artistique, elle doit rester accessible au plus grand nombre. Cette formation concrétise alors les ambitions portées par la volonté de diffuser la musique classique et de susciter auprès du plus grand nombre l’envie, l'expérience et l'émotion du concert. 
Saison après saison, bénéficiant d'un rayonnement sans cesse en évolution, l'OPPB est invité en Espagne, au Maroc, en Tunisie, au Brésil, en Amérique Latine.. et participe à de nombreux festivals nationaux et internationaux comme le Festival International de piano de La Roque d’Anthéron, le festival Présences de Radiofrance, la Folle Journée de Nantes et de Tokyo. Sur le territoire sud Aquitain, l'orchestre a été invité à l'occasion par son partenaire l'Orchestre National de Bordeaux Aquitaine, mais également sur des territoires à la périphérie de Pau tels que Monein, Mourenx, Tarbes en partenariat avec les Scènes Nationales le Parvis et Mont de Marsan au Théâtre de Gascogne, ou des festivals comme le festival « Musique en côte Basque », le Festival International de musique sacrée de Lourdes, le festival "le Temps d'Aimer" à Biarritz en partenariat avec le Malandain ballet de Biarritz. 
Dans la continuité de son action de démocratisation culturelle sur le territoire, il crée à la demande de la Ville de Pau un orchestre de jeunes principalement issus des quartiers prioritaires. Ce programme, intitulé El Camino Pau, connaît un véritable succès auprès des familles et enfants et accueille aujourd'hui près de 200 enfants des quartiers prioritaires pour la plupart, avec pour objectif l'apprentissage collectif de la musique et la pratique instrumentale en orchestre. L'OPPB impulse la création d'une association des familles du dispositif El Camino pour associer pleinement la famille dans le processus d'apprentissage de l'enfant.  
Ce projet de réussite globale, unique sur le territoire, fait l'objet d'un partenariat avec la Philharmonie de Paris. 
L’OPPB s’est produit en juin 2018 à la Philharmonie de Paris pour un concert historique dans le cadre de la fête de la musique, en créant la surprise pour un orchestre de région, présentant en ouverture les 200 enfants du dispositif El Camino Pau. 

## Programmation musicale
La saison de l'orchestre de Pau Pays de Béarn comporte 30 concerts symphoniques à Pau qui affichent complet, 6 concerts pour le jeune public, 3 concerts du nouvel an au Zénith de Pau et plusieurs concerts en déplacement. La programmation est élaborée par Fayçal Karoui et Frédéric Morando.
La volonté de l'OPPB est également de proposer la musique de notre temps. Depuis 2002, chaque concert symphonique est ouvert par une œuvre de musique nouvelle, présentée en présence du compositeur. Le public de l'OPPB, fort de plus de 2000 abonnés, a ainsi été le premier en France à passer une commande de musique actuelle par le biais d'une souscription auprès de son public (La Nef des fous de Karol Beffa). Plusieurs compositeurs ont été accueillis en résidence à Pau : Édith Canat de Chizy, Pascal Zavaro,Thierry Escaich, Nicolas Bacri, Guillaume Connesson, Gabriel Prokofiev, René Bosc, Philippe Hersant..
Aux côtés des compositeurs de notre temps, l’OPPB invite les plus grands solistes parmi lesquels Alexandre Kantorow,  Nicholas Angelich, Paul Meyer, Alexandre Tharaud, Bertrand Chamayou, Frank Braley, Brigitte Engerer, Nelson Freire, Adam Laloum, Andreï Korobeinikov, Xavier Phillips, Alexander Kniazev, Christian-Pierre La Marca, Edgar Moreau,  Alexander Ghindine, Nemanja Radulovic, Daishin Kashimoto, Renaud Capuçon et Gautier Capuçon, Etsuko Hirose, Beatrice Rana, Nicola Benedetti, Romain Leleu, et des artistes lyriques comme Françoise Pollet, Nora Gubisch et Patricia Petibon.
L'Orchestre de Pau Pays de Béarn propose également une saison de musique de chambre autour de prestigieux invités : Nicholas Angelich, Frank Braley, Éric Le Sage, Claire-Marie Le Guay, Alexandre Tharaud, Bertrand Chamayou, Céline Frisch, Romain Descharmes, Pierre et Théo Fouchenneret, Anthony Leroy, des trios tels que Trio Talweg, Trio Linos Piano, Trio Stimmung, ainsi que les quatuors Artémis, Prazak, Takács, Mosaïques, Modigliani, London Haydn Quartett ou encore le Quatuor Ebène, le quatuor Arod, le quatuor Schumann, Marmen...

## Projets
L'OPPB a développé son projet en se focalisant d'abord sur le jeune public, ouvrant les répétitions générales commentées de chaque série de concerts en présence des scolaires, développant ainsi peu à peu un projet pédagogique majeur en partenariat avec l'Éducation nationale. Rapidement, l'OPPB a souhaité impliquer ces enfants dans le processus créatif en créant des contes musicaux réalisés avec la participation d'enfants scolarisés en zone sensible. Chaque année, près de 4000 enfants palois ont accès à l'Éducation Artistique et Culturelle dans le cadre du projet éducatif. Répondant aux objectifs de démocratisation et démocratie culturelles, L'OPPB développe conjointement un volet de médiation culturelle important afin de toucher tous les publics non conventionnels d'un orchestre symphonique, notamment les publics éloignés des dispositifs culturels. L'OPPB intervient alors en milieu carcéral en faisant participer les détenus via des ateliers d'écriture, ou de créations artistiques plastiques en lien avec les œuvres proposées, en milieu hospitalier, dans les quartiers populaires, chez l'habitant, dans les MJC et centres sociaux. Chaque saison, il programme 2 concerts gratuits à destination exclusive des étudiants, se produit en grande formation et ensembles de chambre en territoire rural… Il développe également un concept à l'attention du public familial, les concerts « Sons et Brioches » ainsi qu’un conte musical avec les écoles primaires du territoire où les enfants scolarisés sont mis en situation d'artiste tout au long d'une année scolaire. Une des actions les plus emblématiques de médiation culturelle portée par l’OPPB s’intitule « l’Orchestre prend ses quartiers ». Ce projet a pour ambition de fédérer et impliquer des habitants de quartiers prioritaires et les différents acteurs associatifs et sociaux du territoire autour d’un projet culturel. Cette volonté s'est traduite par la création d’un événement annuel participatif au sein d’un ou plusieurs quartiers palois. Il invite sur une même scène musiciens professionnels, associations du territoire, habitants des quartiers et artistes amateurs autour de la pratique artistique. (Fayçal Karoui dit de l'OPPB: « un Orchestre tout terrain »)

## Discographie
La discographie de l'OPPB comprend 5 albums représentatifs de sa singularité, témoignant de la proximité avec toutes les œuvres et tous les publics. 
Avec Etsuko Hirose chez Mirare pour des œuvres classiques romantiques, avec Pascal Zavaro et Henri Demarquette chez Intégral classics pour un disque de musique contemporaine, avec Hervé Suhubiette et Smaïn chez Intrada pour le jeune public..  
En mars 2010, Nelson Freire fut remplacé au pied levé par Etsuko Hirose. De cette rencontre est né le disque disque Schumann / Liszt, un disque de concertos romantiques édité par Mirare, fruit de l’entente musicale entre Etsuko Hirose, Fayçal Karoui et les musiciens de l'OPPB. 
Pour le jeune public, l’OPPB a enregistré chez Intrada Pierre et le Loup de Serguei Prokofiev avec Smaïn en récitant, et Monsieur Offenbach à la fête aux éditions Didier Jeunesse avec Hervé Suhubiette.
Lors de la saison 2008/2009, l'Orchestre se produit pour quatre concerts à Pau avec le Sirba Octet. Ces concerts ont été enregistrés par Radio Classique et le spectacle Yiddish Rhapsody a fait l’objet d’un CD classique / Musique du monde chez Naïve et de 3 concerts historiques pour l'OPPB à La Cigale en octobre 2009.

## Mécénat
Plus de 65 mécènes sont réunis au sein du Club Concert'O pour soutenir le projet culturel de l'Orchestre de Pau Pays de Béarn. Depuis sa création, en 2006, le club a financé, entre autres, l'acquisition de nouveaux instruments (percussions, contrebasses, harpe etc.), les déplacements de l'orchestre pour des concerts en France et à l'étranger, les concerts gratuits à destination des étudiants et la possibilité pour les musiciens de l'OPPB de participer à des concours internationaux. Il a obtenu en 2014 l'Oscar du mécénat PME décerné par l'Association Admical.